# Club Esportiu Premià
El Club Esportiu Premià és un club de futbol català de la ciutat de Premià de Mar, al Maresme.

## Història

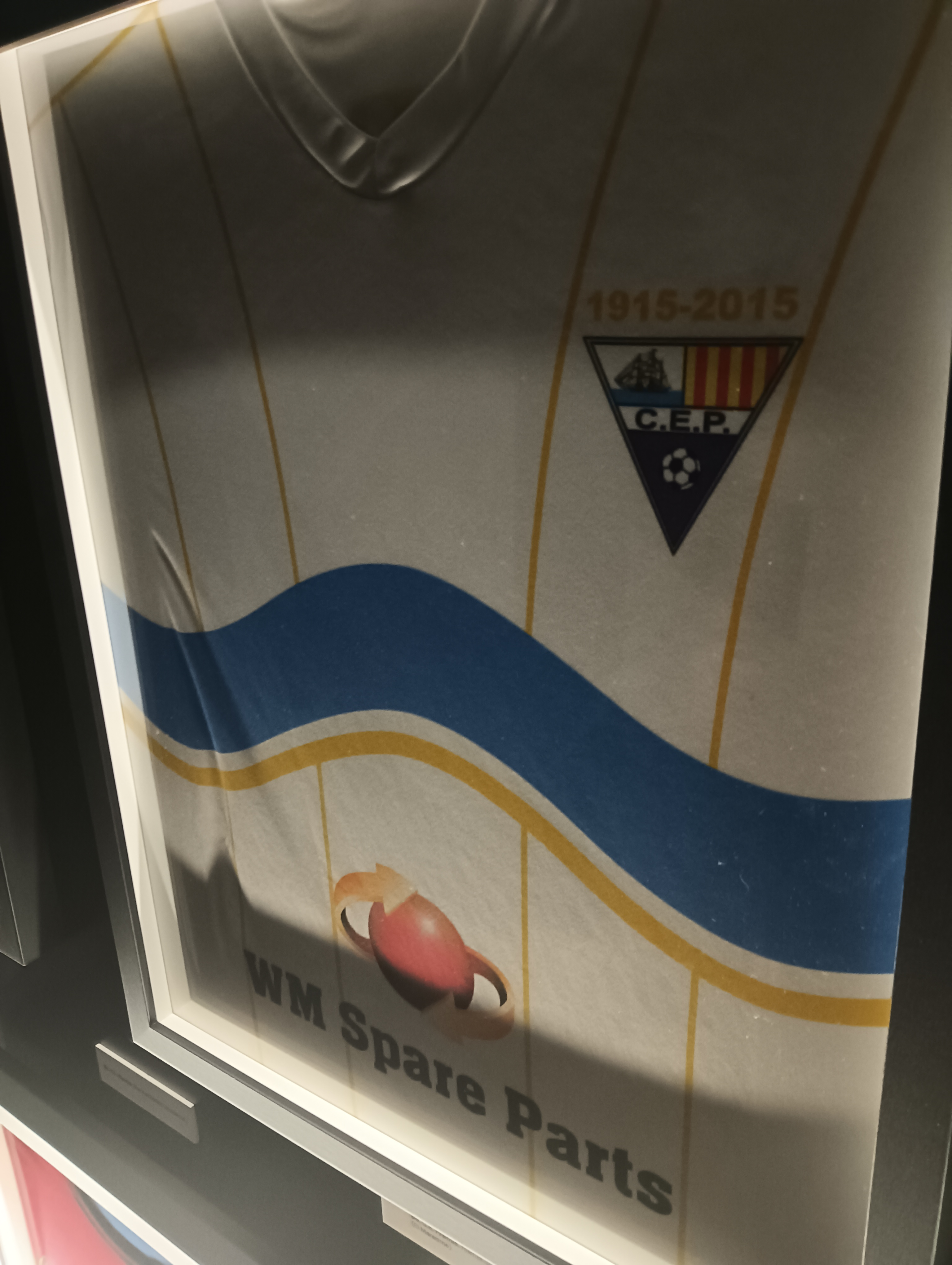
Samareta CE Premia.

El Club Esportiu Premià és l'entitat degana de les entitats esportives de Premià de Mar. Es va fundar el 1915, amb el nom original d'UE Premià, adoptant el 1921 CE Premià. L'època més brillant de l'entitat començà a la segona meitat de la dècada dels 80. En sis anys, el club ascendí de la Segona Categoria Territorial fins a la Segona Divisió B.
Durant l'any 2015 commemora el seu centenari amb diversos actes, entre els quals destaca la publicació del llibre: "De la Plaça Nova a Segona B" del periodista local Joan Ferran Martí.

## Palmarès
- 1 Campionat de Tercera Divisió: 1992-93
- 1 Torneig d'Històrics del Futbol Català: 2006

## Temporades
Fins a l'any 2011-12 el club ha militat 4 temporades a Segona Divisió B i 13 a Tercera Divisió.
- 1991-92: 3a Divisió 4t
- 1992-93: 3a Divisió 1r
- 1993-94: 2a Divisió B 16è
- 1994-95: 2a Divisió B 20è
- 1995-96: 3a Divisió 6è
- 1996-97: 3a Divisió 8è
- 1997-98: 3a Divisió 13è
- 1998-99: 3a Divisió 2n
- 1999-00: 2a Divisió B 12è
- 2000-01: 2a Divisió B 20è
- 2001-02: 3a Divisió 15è
- 2002-03: 3a Divisió 18è
- 2003-04: Primera Div. Catalana 10è
- 2004-05: Primera Div. Catalana 10è
- 2005-06: Primera Div. Catalana 3r
- 2006-07: 3a Divisió 16è
- 2007-08: 3a Divisió 7è
- 2008-09: 3a Divisió 6è
- 2009-10: 3a Divisió 17è
- 2010-11: 3a Divisió 20è
- 2011-12: Primera Catalana (G1) 16è
- 2012-13: Segona Catalana (G2) 8è
- 2013-14: Segona Catalana (G2) 4t